# 波佐尔格罗波
波佐尔格罗波（義大利語：Pozzol Groppo），是意大利亚历山德里亚省的一个市镇。总面积13.88平方公里，人口371人，人口密度26.7人/平方公里（2009年）。ISTAT代码为006137。